# Манас (Чуйская область)
Манас (кирг. Манас) — село в Сокулукском районе Чуйской области Кыргызстана. Административный центр Ат-Башынского айылного аймака.

## География
Село расположено в северной части области, на расстоянии приблизительно 16 километров (по прямой) к северо-востоку от села Сокулук, административного центра района. Абсолютная высота — 663 метра над уровнем моря.

## Население
Согласно оценочным данным Национального статистического комитета Кыргызской Республики, численность населения села на начало 2023 года составляла 4891 человек.
| год     | 2009 | 2014 | 2015 | 2020 | 2021 | 2023 |
| ------- | ---- | ---- | ---- | ---- | ---- | ---- |
| человек | 5524 | 3762 | 3948 | 4821 | 4855 | 4891 |